# Procyrnea kea
Procyrnea kea är en rundmaskart som beskrevs av Clark 1978. Procyrnea kea ingår i släktet Procyrnea och familjen Habronematidae. Inga underarter finns listade i Catalogue of Life.